# دون هورن
دون هورن (بالإنجليزية: Don Horn)‏ هو لاعب كرة قدم أمريكية أمريكي، ولد في 9 مارس 1945 في سوث غيت في الولايات المتحدة.

## وصلات خارجية
- دون هورن على موقع مرجع كرة القدم المحترفة.كوم (الإنجليزية)